# Malihonove, Berezivka
Malihonove (în ucraineană Малігонове) este un sat în comunei Ciohodarivka din raionul Berezivka, regiunea Odesa, Ucraina.

## Demografie
Componența lingvistică a localității Malihonove
     Ucraineană (91,8%)
     Română (4,68%)
     Rusă (3,51%)
Conform recensământului din 2001, majoritatea populației localității Malihonove era vorbitoare de ucraineană (91,8%), existând în minoritate și vorbitori de română (4,68%) și rusă (3,51%).